# 硫氰酸锰
硫氰酸锰是一种无机化合物，化学式为Mn(SCN)2，对空气和湿气敏感。它可通过硫氰酸钡和硫酸锰的复分解反应制得：
{\displaystyle \mathrm {MnSO_{4}+Ba(SCN)_{2}\longrightarrow BaSO_{4}\downarrow +\ Mn(SCN)_{2}} }
它和硫氰酸汞反应，可以得到MnHg(SCN)4。它和乙二胺双盐酸盐反应，可以得到聚合物{(C2H10N2)(MnCl(NCS)2)2}n。